# Ferrán Marín Ramos
Pour les articles homonymes, voir Ramos.
Ferrán Marín Ramos, né à Tarragone en 1974, est un écrivain espagnol qui écrit en aragonais, catalan et espagnol.

## Biographie
Il a vécu presque toute sa vie à Constantí, il étudie le Travail Social et il est membre de la Reial Societat Arqueológica Tarraconense, du Consello d'a Fabla Aragonesa et de l’association catalane d'espéranto (eo), il publie des e-books gratuitement avec O Limaco Edizions.

## Œuvres
- 1995 : Historia del pío hospital de pobres de Constantí
- 1997 : Aportaciones al estudio arquitectónico de la ermita de Sant Llorenç i Santa Llúcia
- 1998 : Gastó de Constantí
- 2000 : Fabla!
- 2003 : Lorién de Borbuén
- 2008 : L'Arca d'as Tres Claus
- 2009 : Guía rápida de uso de yWriter5
- 2014 : Gramática básica del judeoespañol,
- 2014 : La Mora Encantada